# Oliver Walker
Oliver Walker (* 23. September 1985 in Plymouth, Devon, England) ist ein britischer Schauspieler und Synchronsprecher.

## Leben
Walker wurde am 23. September 1985 in der Hafenstadt Plymouth geboren. Er studierte an der Arts Educational Schools London. 2001 feierte er in einer Episode der Fernsehserie Doctors sein Schauspieldebüt. 2012 folgten Rollen im Spielfilm Trapped und im Kurzfilm The Stitch. 2013 war er in insgesamt acht Episoden der Fernsehserie Atlantis in der Rolle des Heptarian, einen der Antagonisten der Serie zu sehen. 2015 wirkte er in den Fernsehfilmen Lake Placid vs. Anaconda und The Viking – Der letzte Drachentöter mit und wirkte in fünf Episoden der Fernsehserie Holby City mit. Weitere größere Serienrollen hatte er in Indischer Sommer als Cecil Thompson und Coronation Street als Chris Anderton. Als Synchronsprecher war er 2017 in den Videospielen Hellblade: Senua’s Sacrifice und Total War: Warhammer II zu hören. 2019 spielte er in der Fernsehserie Treadstone in der Rolle des Matheson mit.

## Filmografie (Auswahl)
- 2001: Doctors (Fernsehserie, Episode 3x02)
- 2012: Trapped
- 2012: The Stitch (Kurzfilm)
- 2013: Atlantis (Fernsehserie, 8 Episoden)
- 2014: Doctors (Fernsehserie, Episode 16x79)
- 2015: Lake Placid vs. Anaconda (Fernsehfilm)
- 2015: The Viking – Der letzte Drachentöter (Viking Quest, Fernsehfilm)
- 2015: A.D.: Rebellen und Märtyrer (A.D.: The Bible Continues, Fernsehserie, Episode 1x12)
- 2015: Carpe Noctem (Kurzfilm)
- 2015: Holby City (Fernsehserie, 5 Episoden)
- 2016: Indischer Sommer (Indian Summers, Fernsehserie, 2 Episoden)
- 2017: Doctors (Fernsehserie, Episode 19x03)
- 2017: The Brave (Fernsehserie, Episode 1x01)
- 2017: The Fox and the Rabbit (Kurzfilm)
- 2017: Baghead (Kurzfilm)
- 2017: Coronation Street (Fernsehserie, 3 Episoden)
- 2017: Victoria (Fernsehserie, Episode 2x09)
- 2018: Toxic Deduction (Kurzfilm)
- 2019: Treadstone (Fernsehserie, 4 Episoden)
- 2021: The Art of Love

## Synchronisation (Auswahl)
- 2017: Hellblade: Senua’s Sacrifice (Videospiel)
- 2017: Total War: Warhammer II (Videospiel)